# Ludenberg
Ludenberg ist ein Stadtteil von Düsseldorf, angrenzend an Grafenberg, Gerresheim, Hubbelrath, Mörsenbroich und Rath. Obwohl mit 6,26 Quadratkilometern flächenmäßig groß, zählt Ludenberg lediglich rund 8.100 Einwohner (Stand: 31. Dezember 2016). Der Stadtteil wird durch Wälder und landwirtschaftliche Flächen in hügeliger Landschaft geprägt. Ludenberg verfügt über kein Zentrum und die zahlreichen Wohnsiedlungen liegen weit auseinander. Da sie zudem oft direkt an die benachbarten Stadtteile angrenzen, werden die bebauten Flächen in der allgemeinen Wahrnehmung fälschlicherweise zumeist den Stadtbezirken Grafenberg, Gerresheim oder Mörsenbroich zugeordnet. Der Stadtteil Ludenberg ist selbst vielen Düsseldorfern unbekannt, obwohl (einige am Stadtteil Grafenberg angrenzende) Teile Ludenbergs zu den teureren Wohngebieten der Landeshauptstadt gehören und sich hier die berühmte Kastanienallee (siehe Liste der Naturdenkmale in Düsseldorf#203025/203026), die Galopprennbahn, der Rochusclub und die Rheinischen Landeskliniken (LVR-Klinikum Düsseldorf, irrtümlicherweise oft Grafenberg zugeschrieben) befinden.
Ludenberg liegt mit einem Durchschnittseinkommen von 56.745 Euro etwas über dem allgemeinen Durchschnitt der Stadt Düsseldorf (49.466 EUR) und geringfügig über dem Landesdurchschnitt von Nordrhein-Westfalen (53.439 Euro). Im Vergleich zu den anderen Stadtteilen Düsseldorfs liegt Ludenberg auf Platz 8 und damit relativ weit hinter dem Spitzenreiter, dem Stadtteil Wittlaer, mit einem Durchschnittseinkommen von 82.719 Euro.

## Gemeinde Ludenberg
Seit Beginn des 19. Jahrhunderts gehörte Ludenberg zur Bürgermeisterei Gerresheim im Landkreis Düsseldorf. Neben Ludenberg wurden auch Morp, Vennhausen, Erkrath, Unterbach, Dorp und Bruchhausen von Gerresheim mitverwaltet. 
Als die Stadt Gerresheim 1858 die Rheinische Städteordnung erhielt, wurde die Bürgermeisterei Gerresheim in eine Stadtbürgermeisterei für die Stadt Gerresheim und eine Landbürgermeisterei mit den beiden Gemeinden Erkrath und Ludenberg aufgespalten. Die Gemeinde Ludenberg umfasste die drei alten bergischen Honschaften Ludenberg, Morp und Vennhausen. Die Gemeinde Erkrath wurde 1898 zu einer eigenen Bürgermeisterei erhoben, so dass die Landbürgermeisterei Gerresheim nur noch aus der Gemeinde Ludenberg bestand. In der Folgezeit setzte sich für die Landbürgermeisterei der Name Bürgermeisterei Ludenberg durch.
Am 1. April 1909 wurden größere Teile der Gemeinde Ludenberg nach Düsseldorf eingemeindet, darunter im Norden der Raum Puderhof/Kaisersburg sowie im Süden der Ortsteil Vennhausen. Dies betraf ca. 3600 von 4100 Einwohnern und 4,4 von 15,5 Quadratkilometern der Gemeinde. Die so verkleinerte Gemeinde Ludenberg wurde der Bürgermeisterei Hubbelrath zugeordnet. Am 1. August 1929 trat Ludenberg weitere 4,4 km² im Raum Tönnesaap / Moschenhof an Düsseldorf ab. Am 15. Mai 1930 wurde die verbliebene Gemeinde ganz aufgelöst. Ihr überwiegender Teil mit Morp kam zu Erkrath, während ein kleinerer Teil (Trotzhof, Rotthaus, Höltgen) an Hubbelrath fiel und 1975 als Teil von Hubbelrath zu Düsseldorf kam.

## Bebauung

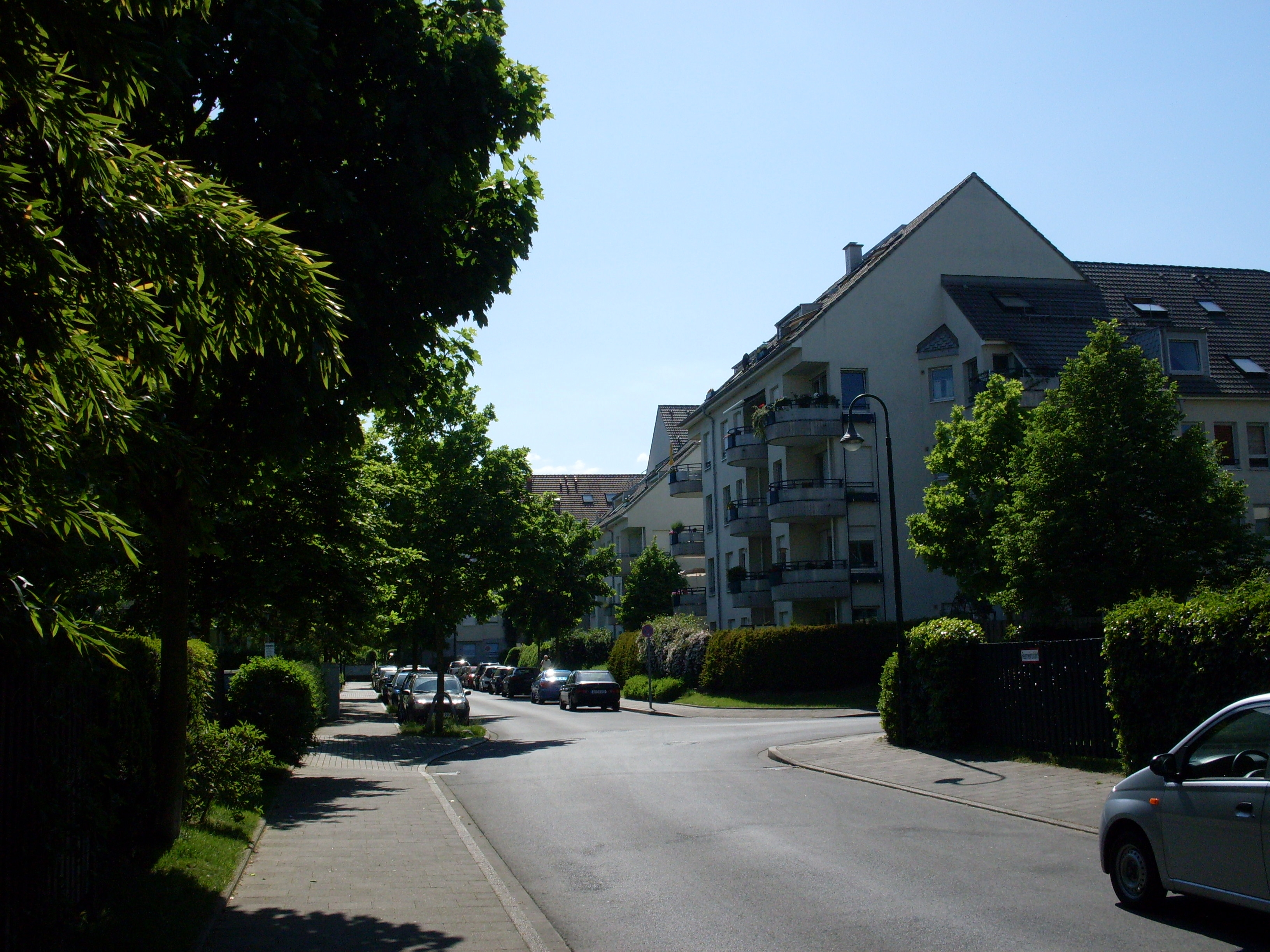
Eine der wenigen Wohnanlagen „An der Kaiserburg“

Ludenberg ist überwiegend von lockerer Einfamilienhausbebauung geprägt, wobei von der Siedlungsdoppelhaushälfte über die freistehende Villa bis hin zu schlossartigen Anlagen vielfältige Stile aus den letzten 150 Jahren vorhanden sind. In den letzten Jahren wurden auch vermehrt zahlreiche Geschosswohnungsbau-Projekte (einschließlich dem Bau von Sozialwohnungen) umgesetzt. Industrie oder Gewerbe sind praktisch gar nicht vorhanden. Größere öffentliche Einrichtungen sind die Gehörlosenschule an der Gräulinger Straße und das LVR-Klinikum Düsseldorf an der Bergischen Landstraße. Ansonsten gibt es einige wenige Gebäude und Flächen, die zu Bürozwecken dienen. Es existieren Wohnanlagen rund um den Gallberg sowie auch die Wohnanlagen an den Straßen Am Gieb, An den Buchen und allen voran dem Rotthäuser Weg.

## Sehenswürdigkeiten

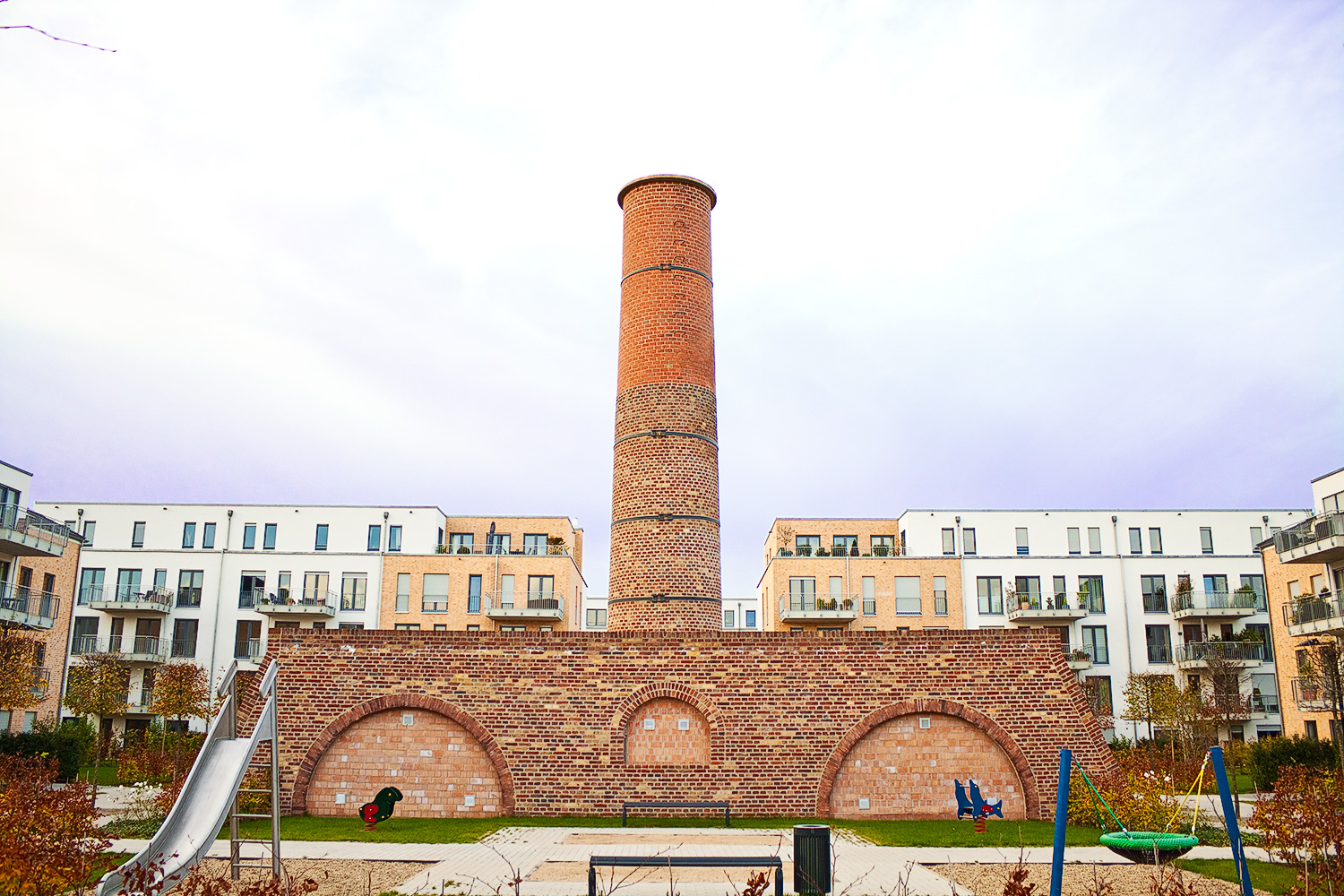
Ringofen Düsseldorf-Ludenberg

## Freizeit
Die Lage am Grafenberger Wald bietet zahlreiche Freizeitmöglichkeiten für Spaziergänger, Wanderer, Reiter, Radfahrer und Jogger. Hier befindet sich der international bekannte Tennisclub „Rochusclub“. Hinzu kommen mehrere Ausflugsziele wie der Wildpark im Grafenberger Wald, sowie des Aaper Areals, auf dem sich der Segelflugplatz Düsseldorf-Wolfsaap des Düsseldorfer Aero-Klubs befindet. Dazu gibt es einen Golfclub, von dem sich Teile des Platzes innerhalb des Areals der Galopprennbahn befinden. Es gibt den Rennbahnbiergarten und die Reitstallgastronomie. Das Gebiet verfügt über zahlreiche Reitwege und mehrere Reitställe. 

### Pferderennbahn
Ludenberg ist die Heimat der Düsseldorfer Pferderennbahn auf dem Grafenberg. Dort werden fünf Gruppenrennen ausgetragen, darunter zwei klassische Stutenrennen, das 1000 Guineas im Juni und der Preis der Diana, der im August ausgetragen wird und ein Bestandteil der Rennserie German Racing Champions League ist.

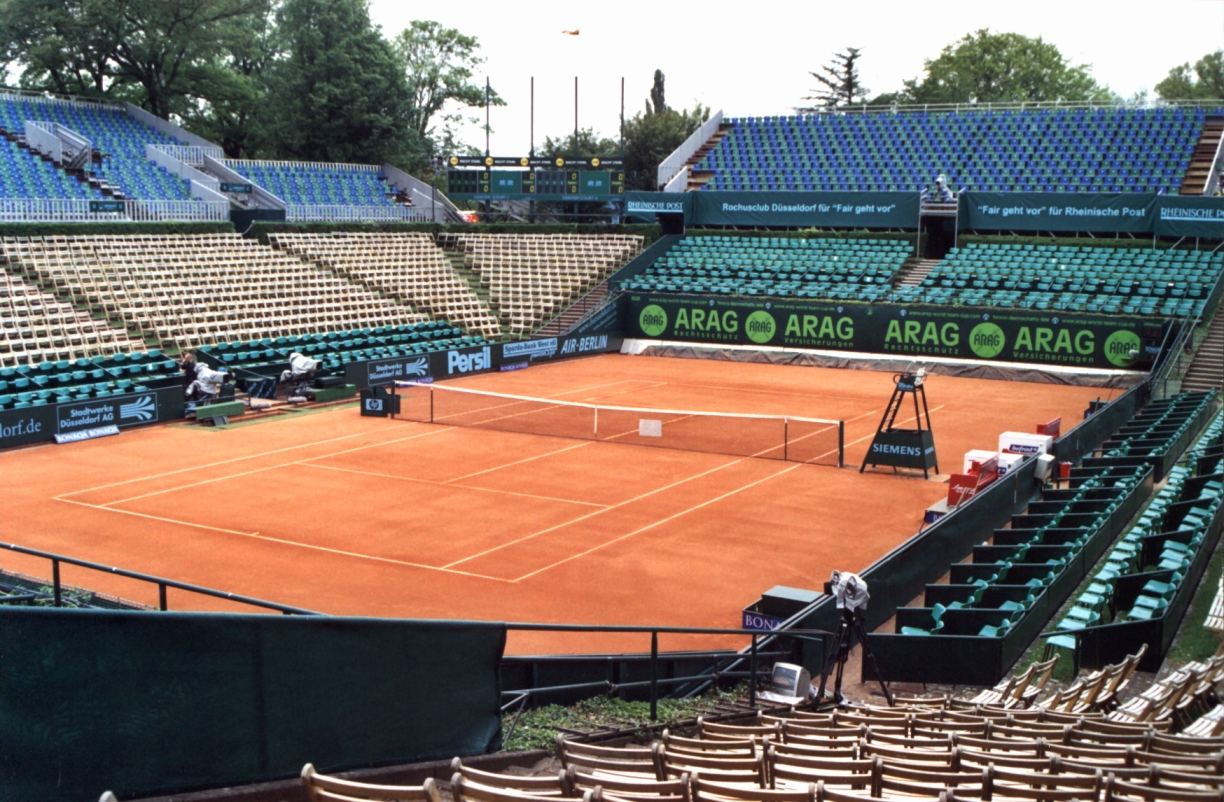
Center Court des Düsseldorfer Rochusclubs
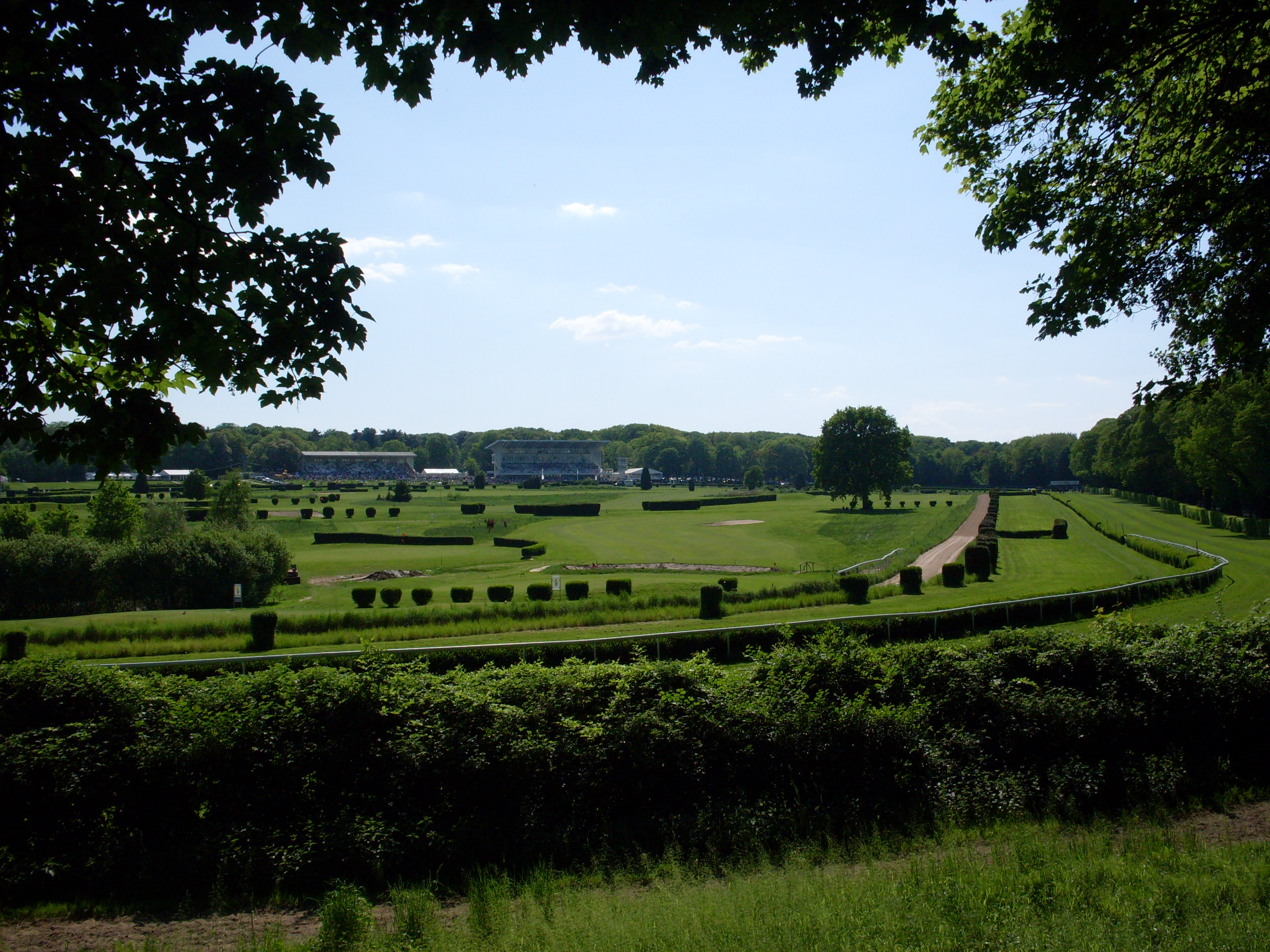
Pferderennbahn auf dem Grafenberg mit Golfplatz im Innenbereich
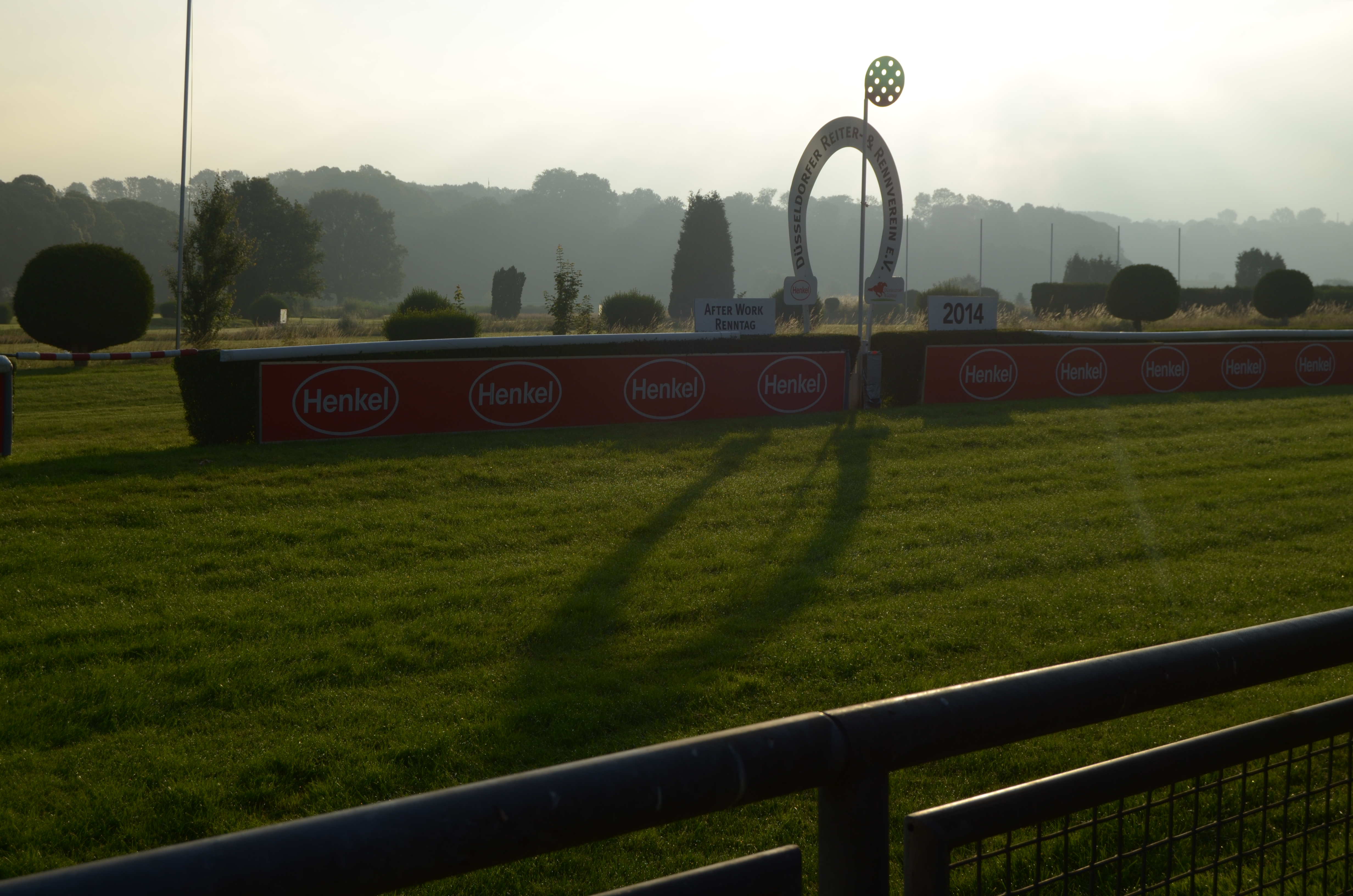
Galopprenbahn Einlauf Zielgerade
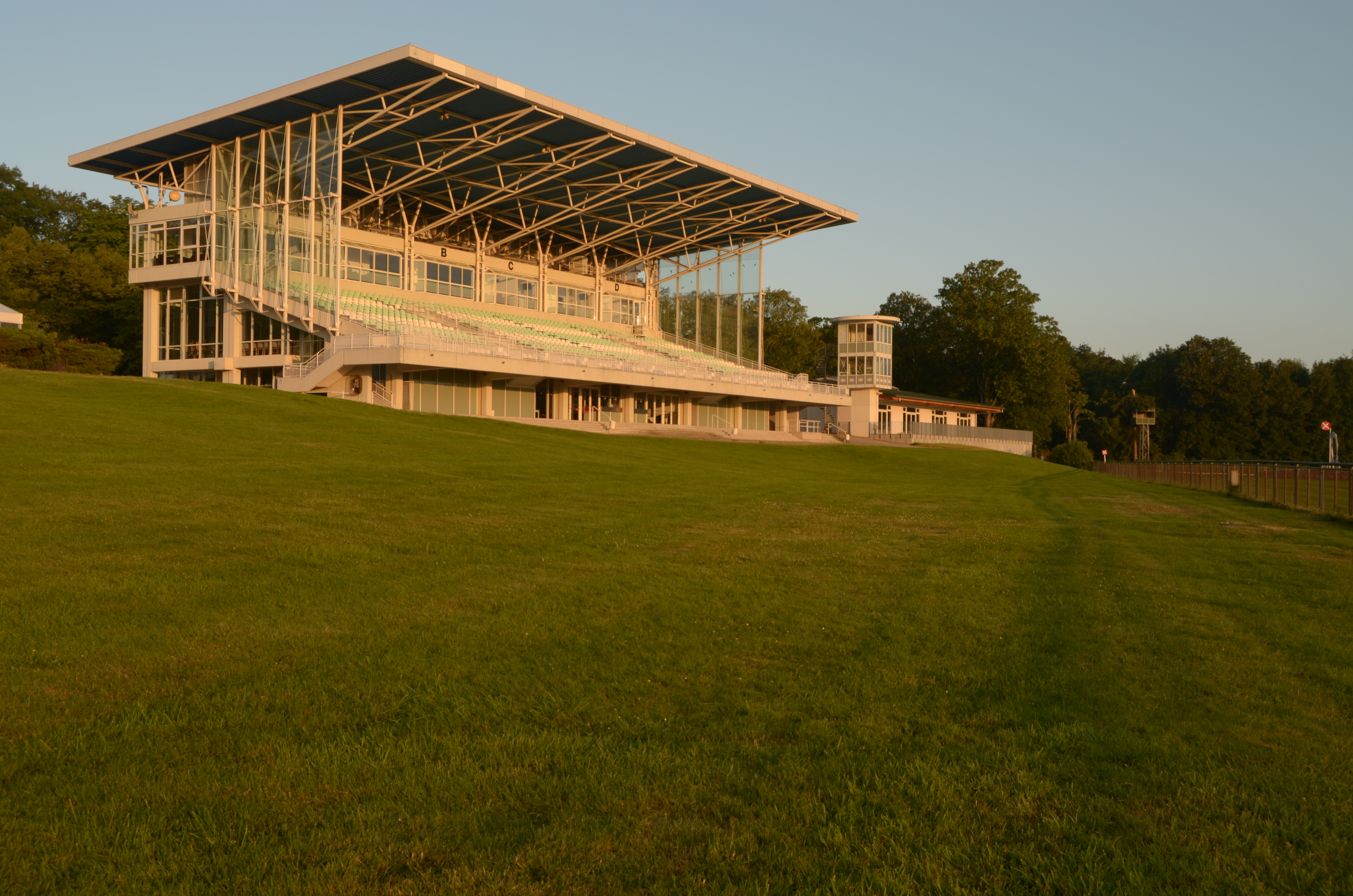
Neue Tribüne der Galopprennbahn Düsseldorf
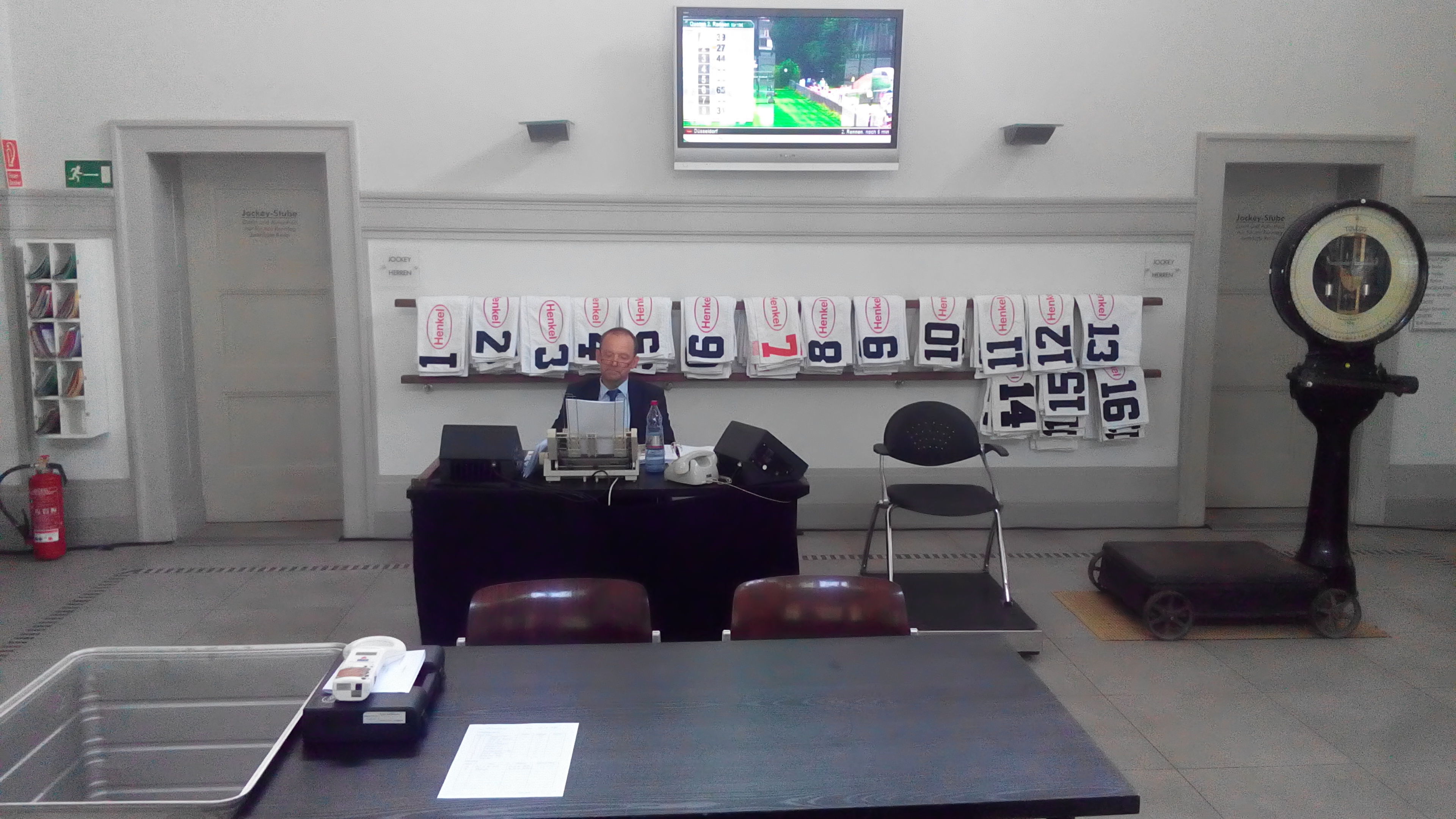
Waage-Raum der Galopprennbahn Düsseldorf
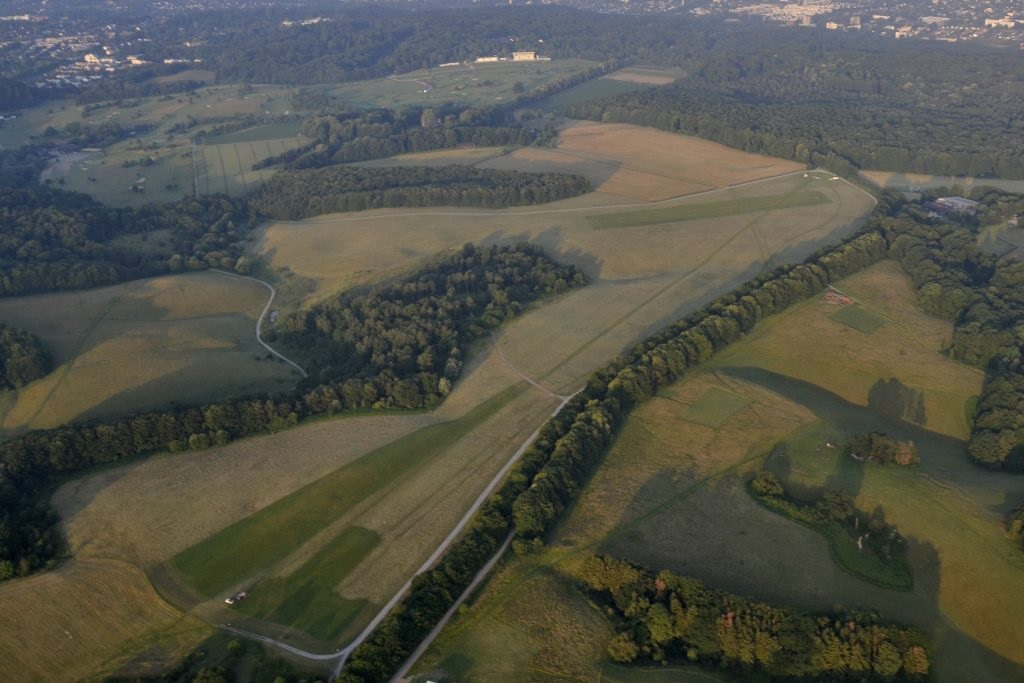
Segelfluggelände Düsseldorf-Wolfsaap

## Verkehr
Nach Ludenberg führen die Stadtbahnlinien U73 und U83, die Straßenbahnlinie 709, die Buslinien 733, 738, 781, 894 und die NachtExpress-Linien NE 4 und NE 5.